# ثانوية فولتير القطرية الفرنسية
ثانوية فولتير القطرية الفرنسية هي مدرسة فرنسية تقع في مدينة الدوحة، قطر.

## الروابط الخارجية
1. ↑  "LIST OF DOCUMENTS TO BE SUBMITTED PRIOR TO ADMISSION" (Archive). Lycée Franco-Qatarien Voltaire. Retrieved on April 25, 2015. [وصلة مكسورة] نسخة محفوظة 2020-05-05 على موقع واي باك مشين.

- (بالفرنسية) Lycée Franco-Qatarien Voltaire
- (بالعربية) Lycée Franco-Qatarien Voltaire